# Los Angeles Salsa
Los Angeles Salsa fue un equipo de fútbol estadounidense que jugó en la American Professional Soccer League (APSL) y la USISL Pro League, con sede en Los Ángeles. El club jugó en el campus de la Universidad Estatal de California en Fullerton en el Titan Stadium en el condado de Orange, California, de 1993 a 1994. También jugaron partidos en casa en el Weingart Stadium en el campus de East Los Angeles College en Monterey Park, California, en 1994 y en varias escuelas secundarias en 1995.
El club, fundado en 1992, era propiedad del oftalmólogo William De La Peña y entró en la APSL en 1993 como equipo de expansión. Fueron anfitriones del Campeonato APSL, que perdieron ante los Colorado Foxes; los Salsa jugaron en la Copa de Campeones de la Concacaf 1994 y fueron eliminados en la segunda ronda. El equipo dejó la APSL en enero de 1995 después de que los planes para jugar en la Primera División A de México fracasaran debido a la oposición de la Concacaf. Los Salsa jugaron durante una temporada en la USISL Pro League antes de retirarse en 1996.

## Historia

### Temporadas fundacionales y APSL
Los Salsa fueron fundados en 1992 por el oftalmólogo William De La Peña y se incorporó a la APSL al año siguiente como equipo de expansión. El equipo anterior de la liga en el área, Los Angeles Heat, se había unido en 1990 y se retiró después del final de la temporada. Rick Davis, exjugador del New York Cosmos y locutor de televisión, fue nombrado gerente general; El exmiembro de la selección brasileña Rildo da Costa Menezes fue contratado como entrenador en jefe. El club también se asoció con los East Los Angeles Cobras existentes, que se convirtieron en su equipo de reserva sub-23, y realizaron una prueba abierta en diciembre de 1992. El delantero Harut Karapetyan fue el único jugador elegido entre 1000 participantes.
El equipo terminó cuarto en su temporada inaugural de APSL con 109 puntos después de perder ocho de sus últimos partidos. Obtuvieron una asistencia promedio de más de 4000 durante sus 12 partidos en casa en el Titan Stadium. El delantero Paulinho lideró la liga en anotación con 15 goles y fue nombrado el jugador más valioso; su compañero de equipo Paul Wright fue segundo en anotar con 13 goles. The Salsa ganó la semifinal de los playoffs contra los Vancouver 86ers en una tanda de penales tras un empate 2-2. Paulinho había anotado de un tiro libre en el tercer minuto del tiempo de descuento para forzar la prórroga y la tanda de penaltis, que terminó 3-1 para Los Ángeles. Los Salsa recibieron a los Colorado Foxes en el Campeonato APSL en el Titan Stadium y el equipo perdió 3-1 en la prórroga. Tras la polémica sustitución de Paulinho, los visitantes marcaron dos goles en la prórroga para conquistar su segundo campeonato liguero consecutivo.
Rildo Menezes renunció como entrenador en jefe luego de la temporada de 1993 y fue reemplazado en enero de 1994 por Rick Davis, quien también permanecería como gerente general. Octavio Zambrano también fue contratado como entrenador asistente después de un período como entrenador en jefe de Cobras y gerente interino de Salsa. El equipo compitió en la Copa de Campeones de la Concacaf 1994 como representante de los Estados Unidos en lugar de los Colorado Foxes, quienes se negaron a usar su puesto. Jugaron contra el club salvadoreño Alianza F. C. y perdieron 1-0 en el partido de ida, que se jugó en San Salvador y se decidió por un tiro penal. Los Salsa organizaron el partido de vuelta en el Titan Stadium y el equipo tomó una ventaja de 2-1 en el medio tiempo para empatar la serie en el marcador global. Luego, los anfitriones obtuvieron tres tarjetas rojas entre los minutos 53 y 70, dejando a Los Ángeles con ocho jugadores. La Salsa concedió el gol del empate a Alianza y empató 2-2; Alianza avanzó con un marcador global de 3-2 y con eso quedaron eliminados del torneo.
La Salsa reanudó partidos de la APSL en julio de 1994 con la mayor parte de su alineación de 1993, agregando al defensor estadounidense Jeff Agoos y al defensor camerunés Michel Ndoumbé durante la temporada baja. Su apertura de temporada en el Titan Stadium contra la el equipo de expansión Seattle Sounders atrajo una asistencia de 2148. El tercer partido de la temporada de los Salsa, una victoria por 3-0 contra Houston Force el 14 de julio, fue anulado más tarde debido a la expulsión del equipo de Houston de la APSL. Los nueve puntos que obtuvieron en el partido se perdieron y el equipo cayó del primer lugar en la clasificación de la liga al tercero. Los Ángeles terminó la temporada regular con un récord de 12–8, empatado con Montreal Impact y Colorado, pero quedó segundo en la liga con 109 puntos. Wright y Paulinho estaban empatados en la cima de la clasificación de goleadores con 27 puntos, y el primero ganó el título debido a sus 12 goles frente a los 11 de Paulinho. Paulinho obtuvo su segundo título de jugador más valioso.
Los Ángeles jugó en una serie al mejor de tres en las semifinales de los playoffs contra Montreal, contra quien no ganaron en tres partidos de la temporada regular. El partido de ida en el Complexe sportif Claude-Robillard en Montreal terminó con una victoria de los anfitriones por 2-1 luego de un par de tarjetas rojas para los defensores de ambos equipos. El Impact tomó una ventaja temprana de 2-0 que se redujo luego de un tiro penal para la Salsa en el minuto 32 que convirtió Paulinho; Jean Harbor falló un penalti concedido a Impact en el minuto 81. Los Salsa se recuperaron para ganar 3-0 en el partido de vuelta en el Titan Stadium con un gol en la primera mitad de Thor Lee y dos goles de Paulinho en los últimos doce minutos. La victoria fue seguida por un partido de vuelta de 30 minutos que se jugó más tarde ese día, que terminó sin goles y obligó a una tanda de penaltis, que Impact ganó 2-1 en siete rondas. El portero Pat Harrington hizo tres atajadas en la tanda de penales para Montreal, mientras que Patrick Diotte anotó el penal ganador en muerte súbita.

### Estancia en la liga mexicana y la USISL
El 26 de junio de 1994, la Federación de Fútbol de los Estados Unidos (USSF) permitió que la Salsa compitiera en la Primera División A de México, el segundo nivel más alto de fútbol en el país. Una propuesta similar había sido rechazada en junio de 1993; la Federación Mexicana de Fútbol y representantes de la liga se habían acercado al equipo para jugar en la liga reformada luego de las victorias de la salsa en amistosos contra clubes mexicanos, así como contra las selecciones nacionales de Corea del Sur y Camerún antes de la Copa Mundial de Fútbol de 1994. La decisión se dividió entre los miembros de la junta, con el presidente de la USSF, Alan Rothenberg, entre los votos en contra. De La Peña también declaró que había entrado en conversaciones con Major League Soccer para unirse a la nueva liga de alto nivel, pero estaba en desacuerdo con la estructura de entidad única de la nueva liga que no permitía la propiedad independiente.
En agosto, la FIFA comenzó a revisar la propuesta de juego transfronterizo luego de que CONCACAF expresara su preocupación sobre posibles conflictos con los estatutos existentes que rigen las ligas y las competencias nacionales. El secretario general de la FIFA, Joseph Blatter, anunció que la medida fue aprobada en octubre a pesar de la oposición de CONCACAF, pero solo por un año; el anuncio se hizo varias semanas después de que comenzara la temporada de la liga. Los Salsa ya habían programado una serie de 19 partidos de exhibición semanales contra equipos de la Primera División de México que comenzó el 29 de octubre de 1994 y estaba programado para durar hasta abril de 1995. Se envió un segundo equipo para permitir que el club jugara todo el año tanto en la APSL en verano como contra oponentes mexicanos durante el invierno y la primavera. El primer partido, contra C. D. Guadalajara (Chivas), atrajo a 14.000 aficionados al Weingart Stadium y fue seguido por dos partidos más en el mismo estadio. La serie se pospuso en noviembre debido a un boicot de la Federación Mexicana de Fútbol contra la Proposición 187 de California, que prohibiría que algunos beneficios médicos y educativos proporcionados por el estado sirvieran a inmigrantes indocumentados.
Los Salsa se retiraron de la temporada de APSL de 1995 el 13 de enero de 1995, luego de un intento fallido de fusionar operaciones con los Vancouver 86ers. Davis, en su calidad de gerente general, anunció que el equipo continuaría buscando ingresar al sistema de la liga mexicana o regresaría a la APSL para 1996. El equipo retuvo a su personal, pero perdió a varios jugadores en otras ligas cuando cayó a la USISL Pro League, la tercera división del fútbol estadounidense, en abril de 1995 para reemplazar el puesto de los Cobras. También anunciaron que sus partidos en casa se jugarían en las escuelas secundarias locales en lugar del Titan Stadium con el Centro de Entrenamiento de la Copa Mundial en Mission Viejo como su base principal.
La tercera división salsera fichó al veterano defensor de la selección estadounidense Paul Caligiuri, quien anunció que donaría su sueldo a las víctimas del atentado de Oklahoma City. El equipo hizo su debut en casa en la USISL el 7 de mayo de 1995 en Trabuco Hills High School, donde perdieron 5-3 ante los San Fernando Valley Golden Eagles frente a 900 espectadores. Los Salsa terminaron en la cima de la Conferencia Sur de la División Oeste de la liga con un récord de 16–5 y 137 puntos para clasificar a los playoffs regionales. Derrotaron a los San Diego Top Guns 5-1 para avanzar al campeonato de la División Oeste de la USISL, donde jugaron en una serie en casa contra los Monterey Bay Jaguars, los ganadores de la Conferencia Norte. Los Jaguars perdían 1-0 en el medio tiempo, pero remontaron con tres goles en los últimos 13 minutos para ganar 3-2 durante el partido de ida en Mission Viejo High School. Los Salsa perdieron el partido de vuelta 2-1 en la prórroga por un gol en la tanda de penaltis otorgado por faltas acumuladas.
Los Salsa fueron invitados a unirse a la USISL Select League para la temporada de 1996, pero no regresaron. Los Angeles Galaxy hizo su debut en la Major League Soccer en abril de 1996 con Zambrano como entrenador asistente y seleccionó a Karapetyan de la Salsa. De La Peña había comprado el Atlético de Celaya, un equipo mexicano existente, en 1995 y llevó al equipo a Los Ángeles para partidos de exhibición al año siguiente. Los derechos de un nuevo equipo de la USISL en el condado de Orange, comprado por Zambrano y un grupo de inversionistas en agosto de 1996, se utilizaron para crear el Orange County Zodiac en 1997. El subgerente general del Salsa, Mark Rafter, también había planeado ofertar por un equipo de la USISL.

## Estadios
El Salsa jugó la mayoría de sus partidos en casa en el Titan Stadium, un estadio de 10 000 asientos en el suburbio de Fullerton en el condado de Orange. Fue utilizado principalmente por los equipos de fútbol y fútbol americano de Cal State Fullerton, pero pudo acomodar un campo de tamaño reglamentario para el fútbol profesional. El equipo firmó un contrato de arrendamiento de tres años con Cal State Fullerton para el uso del estadio. La Salsa también jugó algunos de sus partidos de exhibición de 1994 en el Weingart Stadium en el campus de East Los Angeles College en Monterey Park, que tenía 22,355 asientos.

## Palmarés
- American Professional Soccer League: 0
  - Subcampeón: 1

1993

## Participación en competiciones de la Concacaf
- Copa de Campeones de la Concacaf: 1 aparición

1994 - Primera Ronda

## Jugadores

### Jugadores destacados
- Jeff Agoos
- Mychal Armstrong
- Paul Caligiuri
- Ian Feuer
- Mike Fox
- Harut Karapetyan
- Thor Lee
- Mike Littman
- Lawrence Lozzano
- Danny Pena
- Hugo Pérez
- Jorge Salcedo
- Brad Smith
- Paul Wright
- Albert G. Diaz
- Paulo Roberto Rocha
- Rich Ryerson
- Jorge Aguilar A